# Руссо, Мигель Анхель
Мигель Анхель Руссо (исп. Miguel Ángel Russo; род. 9 апреля 1956, Ланус, Буэнос-Айрес) — аргентинский футболист, всю игровую карьеру проведшего в составе «Эстудиантеса» (1975—1988); выступал за сборную Аргентины. С 1989 года и по настоящее время работает главным тренером в ряде клубов, среди которых были «Бока Хуниорс», «Эстудиантес», «Велес Сарсфилд», «Сан-Лоренсо», «Росарио Сентраль», «Универсидад де Чили».

## Биография
Будучи игроком «Эстудиантеса», Руссо был частью знаменитой команды, выигравшей в начале 1980-х годов два чемпионата Аргентины под руководством Карлоса Билардо. В 1983 году принял участие в Кубке Америки. Руссо был кандидатом на поездку в составе сборной на чемпионат мира 1986 года, тем более что аргентинцев тогда возглавлял всё тот же Билардо. Однако стать чемпионом мира Руссо помешала травма, полученная незадолго до начала мексиканского чемпионата.
По окончании карьеры футболиста умный на поле игрок практически сразу начал тренерскую карьеру. В начале 1990-х годов он дважды выводил свои команды в элитный аргентинский дивизион, причём обновлённый состав родного «Эстудиантеса» подарил миру целую россыпь звёзд мирового футбола (Мартин Палермо, Хуан Себастьян Верон и другие). В 2005 году Руссо впервые выиграл чемпионат Аргентины уже на уровне Первого дивизиона — с «Велес Сарсфилд».
15 декабря 2006 года было объявлено о назначении Руссо главным тренером «Боки Хуниорс». Несмотря на то, что фигура Руссо воспринималась в клубе как временная, он сумел провести со своими подопечными грандиозную кампанию в Кубке Либертадорес, увенчавшуюся разгромом по сумме двух финальных матчей бразильского клуба «Гремио» и завоеванием шестого в истории клуба подобного трофея в середине 2007 года. В декабре 2007, сразу после поражения «Боки» в финале Клубного чемпионата мира от «Милана», было объявлено об отставке Руссо с поста главного тренера «генуэзцев».
В 2008-09 гг. Руссо работал с «Сан-Лоренсо» и поставил команде очень зрелищную игру, однако «красно-синие» уступили золото Апертуры 2008 лишь в дополнительном турнире с участием трёх команд («Боки», «Тигре» и «Сан-Лоренсо»), а в Клаусуре 2009 «святых» подкосила череда травм ведущих игроков. В 2009 году Руссо некоторое время возглавлял «Росарио Сентраль».
26 декабря 2016 года назначен главным тренером колумбийского клуба «Мильонариос». Контракт подписан на 1 год.
7 июня 2019 года назначен главным тренером парагвайского клуба «Серро Портеньо». Контракт подписан до конца 2020 года. 8 октября 2019 года отправлен в отставку.
30 декабря 2019 года назначен главным тренером «Боки Хуниорс». 4 ноября 2020 года продлил контракт с «Бокой» до конца 2021 года. 17 августа 2021 года, через 2 дня после матча 6-го тура чемпионата Аргентины 2021 «Эстудиантес» — «Бока Хуниорс» (1:0), отправлен в отставку.

## Титулы

### В качестве игрока
- Чемпион Аргентины (2): 1982 (Метрополитано), 1983 (Насьональ)

### В качестве тренера
- Чемпион Аргентины (2): 2005 (Клаусура), 2019/20
- Чемпион Аргентины во Втором дивизионе (3): 1991/92, 1994/95, 2012/13
- Обладатель Кубка Профессиональной лиги Аргентины (1): 2020 (Кубок Диего Армандо Марадоны)
- Чемпион Колумбии (1): 2017 (Финалисасьон)
- Обладатель Суперкубка Колумбии (1): 2018
- Обладатель Кубка Либертадорес (1): 2007